# 等質空間

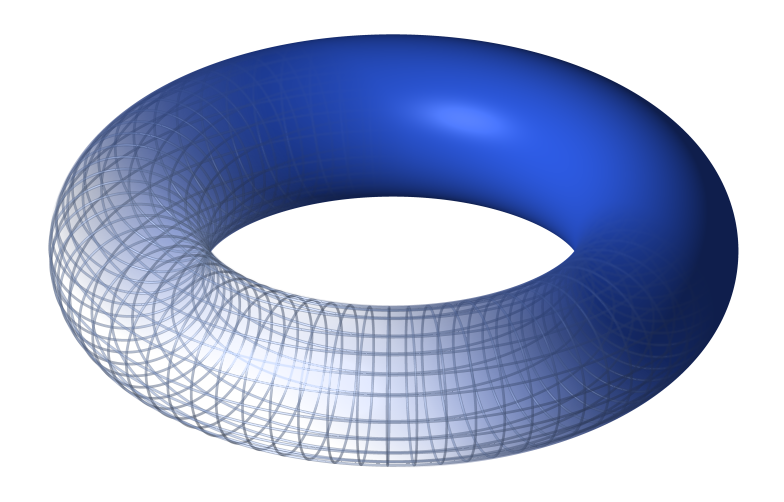
トーラス。標準トーラスはその微分同相群と同相群のもとで等質であり、平坦トーラスはその微分同相群、同相群、等長変換群のもとで等質である。

数学、とくにリー群、代数群、位相群の理論において、群 G の等質空間（とうしつくうかん、英: homogeneous space）は、G が推移的に作用するような空でない多様体あるいは位相空間 X である。G の元は X の対称変換 (symmetry) と呼ばれる。特別な場合は、問題の G が空間 X の自己同型群であるときである――ここで「自己同型群」は等長変換群、微分同相群、あるいは同相群の意味である。この場合 X が等質空間であるとは、直感的には X が、等長写像（リジッド幾何学）、微分同相写像（微分幾何学）、あるいは同相写像（位相幾何学）の意味において、各点で局所的に同じに見えるということである。著者によっては G の作用が忠実である（非単位元は非自明に作用する）ことを要求するが、本記事ではそうしない。したがって、X 上のある「幾何学的構造」を保ち X を単一の G-軌道にすると考えられるような G の X への群作用が存在する。

## 定義
X を空でない集合とし G を群とする。X が G-空間であるとは、G が X に作用していることをいう。自動的に G は集合に自己同型（全単射）によって作用することに注意する。X がさらにある圏に属しているならば、G の元はその圏における同型射として作用すると仮定される。したがって G によってもたらされる X 上の写像は構造を保つ。等質空間は G が推移的に作用するような G-空間である。
簡潔には、X が圏 C の対象であれば、G-空間の構造は圏 C の対象 X の自己同型射の群の中への準同型写像
ρ: G → AutC(X)
である。対 (X, ρ) は ρ(G) が X の台集合の対称変換の推移的な群であるならば等質空間を定義する。

### 例
例えば、X が位相空間であれば、群の元は X 上の同相写像として作用すると仮定される。G-空間の構造は X の同相写像群の中への群準同型写像 ρ: G → Homeo(X) である。
同様に、X が可微分多様体であれば、群の元は微分同相写像である。G-空間の構造は X の微分同相群の中への群準同型写像 ρ: G → Diffeo(X) である。
リーマンの対称空間は等質空間の重要なクラスであり、以下に挙げる例の多くを含む。
具体例：
等長変換群
- 正の曲率：

1. 球面（直交群）： {\displaystyle S^{n-1}\cong \mathrm {O} (n)/\mathrm {O} (n-1)}
2. 向き付けられた球面（特殊直交群）： {\displaystyle S^{n-1}\cong \mathrm {SO} (n)/\mathrm {SO} (n-1)}
3. 射影空間（射影直交群（英語版））： {\displaystyle \mathrm {P} ^{n-1}\cong \mathrm {PO} (n)/\mathrm {PO} (n-1)}

- 平坦（曲率 0）：

1. ユークリッド空間（ユークリッド群、point stabilizer は直交群）： An ≅ E(n)/O(n)

- 負曲率：

1. 双曲空間（順時ローレンツ群（英語版））、point stabilizer は直交群、双曲面モデル（英語版）に対応）： Hn ≅ O+(1, n)/O(n)
2. 向き付けられた双曲空間： SO+(1, n)/SO(n)
3. 反ド・ジッター空間： AdSn+1 = O(2, n)/O(1, n)

その他
- アフィン空間 (アフィン群、point stabilizer は一般線型群): An = Aff(n, K)/GL(n, k)
- グラスマン多様体（英語版）： {\displaystyle \mathrm {Gr} (r,n)=\mathrm {O} (n)/(\mathrm {O} (r)\times \mathrm {O} (n-r))}

## 幾何学
エルランゲン・プログラムの観点から、X の幾何学において、「すべての点は同じである」と理解することができる。これは19世紀中頃のリーマン幾何学より前に提案された本質的にすべての幾何学について正しかった。
したがって、例えば、ユークリッド空間、アフィン空間、射影空間はすべて自然にそれらのそれぞれの対称変換群の等質空間である。同じことは双曲空間のような定曲率の非ユークリッド幾何学のモデルについても正しい。
さらなる古典的な例は3次元の射影空間の直線のなす空間（同じことであるが4次元ベクトル空間の2次元部分空間のなす空間）である。GL4 がそれらに推移的に作用することを示すのは簡単な線型代数である。line co-ordinates によってそれらを径数付けできる： これらは列が部分空間の2つの基底ベクトルである 4 × 2 行列の 2 × 2 小行列式である。得られる等質空間の幾何学はユリウス・プリュッカーの直線幾何学である。

## 剰余類空間としての等質空間
一般に、X が等質空間であり、Ho が X のあるマークされた点 o（原点の選択）の安定化群であれば、X の点たちは左剰余類 G/Ho たちと対応し、マークされた点 o は単位元の剰余類に対応する。逆に、剰余類空間 G/H が与えられると、これは区別された一点すなわち単位元の剰余類を持った G の等質空間である。したがって等質空間は原点の選択なしに剰余類空間と考えることができる。
一般に、原点 o の異なる選択は、G の内部自己同型によって Ho と関係付けられる別の部分群 Ho′ による G の商群を導く。明示的には、
{\displaystyle H_{o'}=gH_{o}g^{-1}\qquad \qquad (1)}
ただし g は go = o′ なる G の任意の元である。内部自己同型 (1) はそのような g の取り方にはよらず、g modulo Ho のみに依存することに注意する。
G の X への作用が連続であれば、H は G の閉部分群である。とくに、G がリー群であれば、H はカルタンの定理によって部分リー群である。したがって G/H は滑らかな多様体であるので X は群作用と両立する一意的な滑らかな構造を持っている。
H が単位元のみからなる部分群 {e} であれば、X は主等質空間である。
さらに両側剰余類空間、とりわけクリフォード・クライン形式 {\displaystyle \Gamma \backslash G/H,} へと進むことができる。ここで Γ は固有不連続に作用する（G の）離散部分群である。

## 例
例えば直線幾何の場合には、H を、16次元一般線型群 GL(4) の次のような12次元部分群、すなわち行列の成分についての条件
h13 = h14 = h23 = h24 = 0
によって定義された部分群として、次のようにして同一視できる、すなわち最初の2つの標準基底ベクトルによって張られる部分空間の安定化群を探す。これは X の次元が 4 であることを示している。
小行列式によって与えられる斉次座標は6個だから、これは後者が互いに独立ではないことを意味する。実は6つの小行列式の間には1つの二次関係が成り立ち、これは19世紀の幾何学者に知られていた。
これはグラスマン多様体の例として射影空間の他に知られていた最初の例である。数学においてよく使われる古典的線型群の等質空間はもっとたくさんある。

## 概均質ベクトル空間
概均質ベクトル空間の概念は佐藤幹夫によって導入された。
それは代数群 G の群作用を持った有限次元ベクトル空間 V であって、ザリスキ位相について開な（したがって稠密な）G の軌道が存在するようなものである。例は1次元空間に作用する GL(1) である。
定義は見た目よりも制約的である。そのような空間は注目すべき性質を持ち、"castling" と呼ばれる変換の違いを除いた既約概均質ベクトル空間の分類がある。
- 佐藤文広「概均質ベクトル空間のゼータ関数入門(概均質ベクトル空間の研究)」『数理解析研究所講究録』第924巻、京都大学数理解析研究所、1995年10月、46-60頁、CRID 1050001202061820672、hdl:2433/59791、ISSN 1880-2818。
- 雪江明彦「概均質ベクトル空間入門-11世紀から現代まで」『総合講演・企画特別講演アブストラクト』第2000巻Autumn-Meeting1、日本数学会、2000年、39-49頁、CRID 1390282680320027776、doi:10.11429/emath1996.2000.autumn-meeting1_39、ISSN 1884-3972。
- 木村達雄：「概均質ベクトル空間」、岩波書店、ISBN 978-4-00-005186-6（1998年12月16日）。
- 谷口隆, 杉山和成, 石塚裕大, 佐藤文広, 都築正男, ThorneFrank, 鈴木雄太, 伊吹山知義, 鈴木美裕, 佐野薫, 山本修司「概均質ベクトル空間論の発展」『第30回整数論サマースクール報告集、写真なし』、谷口隆、2024年、1-421頁、doi:10.24546/0100486229。

## 物理学における等質空間
一般相対性理論が用いられる現代宇宙論では、ビアンキ分類系が活用されている。相対論における等質空間はなんらかの宇宙モデルの背景計量の空間部分を表現している。例えば、フリードマン・ルメートル・ロバートソン・ウォーカー計量における三つの場合は、ビアンキ I 型（平坦な宇宙）、V 型（開いた宇宙）、VII 型(平坦または開いた宇宙）、IX 型（閉じた宇宙）の部分集合で表現される。また、ミックスマスター宇宙はビアンキ IX 型宇宙論の非等方な例である。
N 次元等質空間には、1/2N(N+1) 個からなるキリングベクトル集合の存在が許される。三次元の場合、全部で6つの線形独立なキリングベクトル場が存在する。三次元等質空間の特徴として、これらの線形結合を取ることによっていたるところ非零の三つのキリングベクトル場 {\displaystyle \xi _{i}^{(a)}}を見付けることができる。
{\displaystyle \xi _{[i;k]}^{(a)}=C_{\ bc}^{a}\xi _{i}^{(b)}\xi _{k}^{(c)}}
ここで、{\displaystyle C_{\ bc}^{a}} は「構造定数」と呼ばれる、下付き添字が反対称な定数三階テンソルである（左辺の角括弧は反対称化を、";" は共変微分作用素を表わす）。平坦で等方的な宇宙の場合には、一つの可能性として {\displaystyle C_{\ bc}^{a}=0} (type I) が挙げられるが、閉じたFLRW宇宙の場合には {\displaystyle \varepsilon _{\ bc}^{a}} をレヴィ＝チヴィタ記号として {\displaystyle C_{\ bc}^{a}=\varepsilon _{\ bc}^{a}} が挙げられる。